# 新生紀念碑

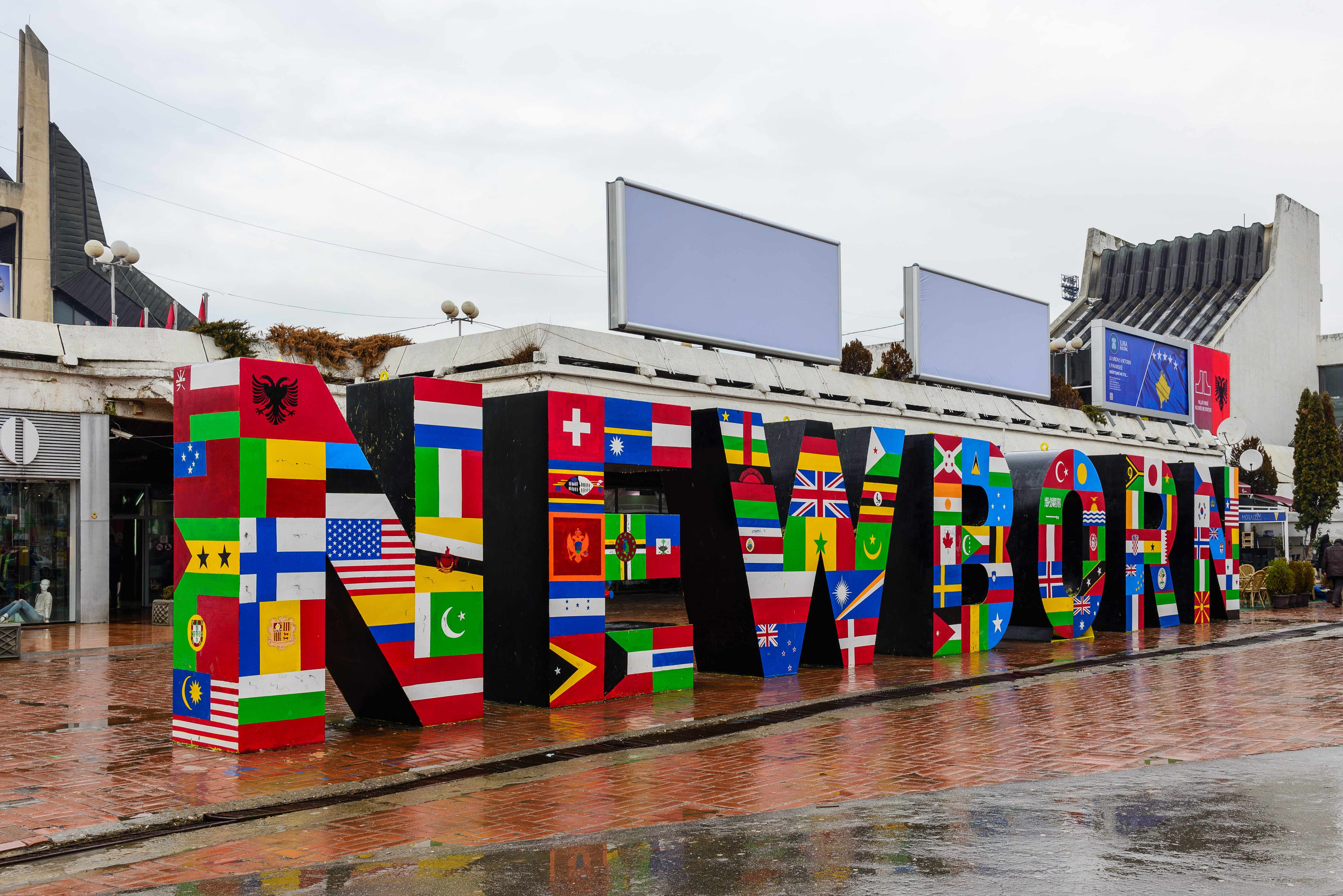
2013年2月，紀念碑上繪有承認科索沃的國家的國旗

新生紀念碑（一般多簡稱NEWBORN）是位於科索沃首都普里斯提納的大型紀念雕塑，位於普里斯提納青年及體育宮前，它於2008年2月17日揭幕，即科索沃正式宣布從塞爾維亞獨立的那一天。
該紀念碑由大寫字母中的英文單詞“NEWBORN”（新生）組成，當雕塑首次曝光時，它們被塗成亮黃色。這座紀念碑後來重新塗上了承認科索沃的國家的國旗 。在紀念碑的揭幕儀式上宣布，每年2月17日科索沃獨立日時，紀念碑將繪製不同主題，這座紀念碑引起了國際媒體對科索沃獨立宣言的關注。